# Halocyphina villosa
Halocyphina villosa — вид грибів, що належить до монотипового роду  Halocyphina.

## Поширення та середовище існування
Морський гриб, знайдений біля узбережжя США.